# ۱۱۳۵ (میلادی)

## رویدادها
- ۲۵ ژوئیه: زمین‌لرزه کردستان. در ۱۱ شوال ۵۲۹ زمین‌لرزه ویرانگری در کردستان شمار زیادی تلفات به بار آورد. لرزه به شدت در عراق، موصل، منطقه جبال بین همدان و مراغه و نیز در بغداد حس شد.

- ۱۳ اوت: زمین‌لرزه کردستان. در اول ذیقعده ۵۲۹ لرزه شدیدی که احتمالاً خاستگاه آن کردستان بود. به گونه‌ای گسترده حس شد. در بغداد سقف‌ها ترک خورد و دیوارها فرو ریخت.